# Revolução de 11 de setembro de 1852
A Revolução de 11 de setembro de 1852 (em castelhano:  Revolución del 11 de septiembre de 1852) eclodiu no dia 11 de setembro de 1852 em Buenos Aires como um levante contra Justo José de Urquiza, após sua vitória na Batalha de Monte Caseros contra Juan Manuel de Rosas.
A Batalha de Caseros abriu a etapa denominada "Organização Nacional", na qual todas as facções políticas concordaram com a sanção de uma Constituição para todo o país. No entanto, as classes dominantes de Buenos Aires buscaram, em oposição ao resto do país, impor condições políticas às províncias argentinas, de forma a manter a tradicional preeminência política e econômica da capital.
O resultado foi a separação —que durou dez anos— entre a Confederação Argentina e o Estado de Buenos Aires. Ambos os estados declararam pertencer a uma única nação, mas na prática eles se comportaram como estados separados.